# Línea 510B (Interurbanos Madrid)
La línea 510B de la red de autobuses interurbanos de Madrid une Alcorcón con Villaviciosa de Odón.

## Características
Fue puesta en servicio el 15 de enero de 2025, con motivo de las obras de soterramiento de la autovía A-5. Complementa el servicio de la línea 510A, prestando servicio a la Universidad Europea de Madrid.
La línea mantiene los mismos horarios todo el año (exceptuando las vísperas de festivo y festivos de Navidad) circulando sólo de lunes a viernes laborables. No presta servicio los fines de semana ni festivos.
Está operada por Arriva Madrid mediante la concesión administrativa VCM-501 - Madrid – Batres (Viajeros Comunidad de Madrid) del Consorcio Regional de Transportes de Madrid.

## Horarios
| Lunes a viernes laborables                   |                                              |                                              |                                              |                                              |                                              |                                              |                                              |                                              |                                              |                                              |                                              |                                              |                                              |                                              |                                              |                                              |                                              |                                              |                                              |                                              |                                              |                                              |                                              |                                              |                                              |                                              |                                              |                                              |                                              |                                              |                                              |                                              |
| FF.CC. Alcorcón > Villaviciosa de Odón (UEM) | FF.CC. Alcorcón > Villaviciosa de Odón (UEM) | FF.CC. Alcorcón > Villaviciosa de Odón (UEM) | FF.CC. Alcorcón > Villaviciosa de Odón (UEM) | FF.CC. Alcorcón > Villaviciosa de Odón (UEM) | FF.CC. Alcorcón > Villaviciosa de Odón (UEM) | FF.CC. Alcorcón > Villaviciosa de Odón (UEM) | FF.CC. Alcorcón > Villaviciosa de Odón (UEM) | FF.CC. Alcorcón > Villaviciosa de Odón (UEM) | FF.CC. Alcorcón > Villaviciosa de Odón (UEM) | FF.CC. Alcorcón > Villaviciosa de Odón (UEM) | FF.CC. Alcorcón > Villaviciosa de Odón (UEM) | FF.CC. Alcorcón > Villaviciosa de Odón (UEM) | FF.CC. Alcorcón > Villaviciosa de Odón (UEM) | FF.CC. Alcorcón > Villaviciosa de Odón (UEM) | FF.CC. Alcorcón > Villaviciosa de Odón (UEM) | FF.CC. Alcorcón > Villaviciosa de Odón (UEM) | Villaviciosa de Odón (UEM) > FF.CC. Alcorcón | Villaviciosa de Odón (UEM) > FF.CC. Alcorcón | Villaviciosa de Odón (UEM) > FF.CC. Alcorcón | Villaviciosa de Odón (UEM) > FF.CC. Alcorcón | Villaviciosa de Odón (UEM) > FF.CC. Alcorcón | Villaviciosa de Odón (UEM) > FF.CC. Alcorcón | Villaviciosa de Odón (UEM) > FF.CC. Alcorcón | Villaviciosa de Odón (UEM) > FF.CC. Alcorcón | Villaviciosa de Odón (UEM) > FF.CC. Alcorcón | Villaviciosa de Odón (UEM) > FF.CC. Alcorcón | Villaviciosa de Odón (UEM) > FF.CC. Alcorcón | Villaviciosa de Odón (UEM) > FF.CC. Alcorcón | Villaviciosa de Odón (UEM) > FF.CC. Alcorcón | Villaviciosa de Odón (UEM) > FF.CC. Alcorcón | Villaviciosa de Odón (UEM) > FF.CC. Alcorcón | Villaviciosa de Odón (UEM) > FF.CC. Alcorcón |
| 06                                           | 07                                           | 08                                           | 09                                           | 10                                           | 11                                           | 12                                           | 13                                           | 14                                           | 15                                           | 16                                           | 17                                           | 18                                           | 19                                           | 20                                           | 21                                           | 22                                           | 06                                           | 07                                           | 08                                           | 09                                           | 10                                           | 11                                           | 12                                           | 13                                           | 14                                           | 15                                           | 16                                           | 17                                           | 18                                           | 19                                           | 20                                           | 21                                           |
| 00                                           | 00                                           | 00                                           | 00                                           | 00                                           | 00                                           | 00                                           | 00                                           | 00                                           | 00                                           | 00                                           | 00                                           | 00                                           | 00                                           | 00                                           | 00                                           | 00                                           | 30                                           | 30                                           | 30                                           | 30                                           | 30                                           | 30                                           | 30                                           | 30                                           | 30                                           | 30                                           | 30                                           | 30                                           | 30                                           | 30                                           | 30                                           | 30                                           |

## Recorrido y paradas

### Sentido Villaviciosa
| Código | Parada                                           | Común con                 | Conexiones con Metro y Cercanías | Municipio            | Zona |
| ------ | ------------------------------------------------ | ------------------------- | -------------------------------- | -------------------- | ---- |
| 11772  | Berlín - Est. Alcorcón Central                   | 510 516 517 520 535 1 2 3 | Alcorcón Central                 | Alcorcón             |      |
| 11779  | Budapest - Hospital Fundación Alcorcón           | 516 517 551 1 2           |                                  | Alcorcón             |      |
| 08469  | Av. S. Martín Valdeiglesias - C. C. Tres Aguas   | 510 518 551 581 3         |                                  | Alcorcón             |      |
| 19916  | Av. San Martín de Valdeiglesias - Autocaravanas  | 510 518 3                 |                                  | Alcorcón             |      |
| 19914  | Av. San Martín de Valdeiglesias - Polígono       | 510 518 3                 |                                  | Alcorcón             |      |
| 08901  | Av. Castillo de Villaviciosa - Urb. Campodón     | 518                       |                                  | Villaviciosa de Odón |      |
| 05916  | Ctra. M-506 - Pol. Ind. Puerto Navafría          | 518                       |                                  | Villaviciosa de Odón |      |
| 11290  | Ctra. M-501 - Urb. Castillo de Villaviciosa      | 518                       |                                  | Villaviciosa de Odón |      |
| 10572  | Av. Príncipe Asturias - Manuel Gutiérrez Mellado | 510 518 567               |                                  | Villaviciosa de Odón |      |
| 10570  | Av. Príncipe Asturias - Vicente Blasco Ibáñez    | 510 518 567               |                                  | Villaviciosa de Odón |      |
| 10568  | Av. Príncipe Asturias - Supermercado             | 510 518 567 581           |                                  | Villaviciosa de Odón |      |
| 08917  | Av. Príncipe Asturias - Centro Cultural          | 510 518 519 519A 567      |                                  | Villaviciosa de Odón |      |
| 08913  | Av. Príncipe Asturias - Pelícano                 | 510 518 519 519A 567 581  |                                  | Villaviciosa de Odón |      |
| 10566  | Av. Príncipe Asturias - Bispo                    | 510 518 519 519A 567      |                                  | Villaviciosa de Odón |      |
| 11352  | Av. Príncipe Asturias - Av. Naciones             | 510 518 519 519A 567 581  |                                  | Villaviciosa de Odón |      |
| 13299  | Av. Príncipe Asturias - Av. Vaillo               | 510 518 519 519A 567      |                                  | Villaviciosa de Odón |      |
| 08405  | Miño - Tajo                                      | 510                       |                                  | Villaviciosa de Odón |      |
| 10574  | Tajo - Universidad                               | 510 518 519 VAC-246       |                                  | Villaviciosa de Odón |      |

### Sentido Alcorcón
| Código | Parada                                          | Común con                 | Conexiones con Metro y Cercanías | Municipio            | Zona |
| ------ | ----------------------------------------------- | ------------------------- | -------------------------------- | -------------------- | ---- |
| 10574  | Tajo - Universidad                              | 510 518 519 VAC-246       |                                  | Villaviciosa de Odón |      |
| 13298  | Av. Príncipe Asturias - Av. Vaillo              | 510 510A 518 519 519A 567 |                                  | Villaviciosa de Odón |      |
| 11353  | Av. Príncipe Asturias - Av. Concordia           | 510 510A 518 519 519A 567 |                                  | Villaviciosa de Odón |      |
| 10565  | Av. Príncipe Asturias - Servicios Sociales      | 510 510A 518 519 519A 567 |                                  | Villaviciosa de Odón |      |
| 19012  | Av. Príncipe Asturias - Centro de Salud         | 510 510A 518 519 519A 567 |                                  | Villaviciosa de Odón |      |
| 08916  | Av. Príncipe Asturias - Centro Cultural         | 510 510A 518 519 519A 567 |                                  | Villaviciosa de Odón |      |
| 10569  | Av. Príncipe Asturias - Supermercado            | 510 518 567 581           |                                  | Villaviciosa de Odón |      |
| 10571  | Av. Príncipe Asturias - Vicente Blasco Ibáñez   | 510 518 567               |                                  | Villaviciosa de Odón |      |
| 10573  | Av. Príncipe Asturias - Centro Comercial        | 510 518 567               |                                  | Villaviciosa de Odón |      |
| 08904  | Ctra. M-506 - Pol. Ind. Las Nieves              | 518                       |                                  | Villaviciosa de Odón |      |
| 05470  | Ctra. M-506 - Pol. Ind. Puerto Navafría         | 518                       |                                  | Villaviciosa de Odón |      |
| 08898  | Ctra. M-506 - Urb. Campodón                     | 518                       |                                  | Villaviciosa de Odón |      |
| 19915  | Av. San Martín de Valdeiglesias - Polígono      | 510 518 551               |                                  | Alcorcón             |      |
| 19917  | Av. San Martín de Valdeiglesias - Autocaravanas | 510 518 3                 |                                  | Alcorcón             |      |
| 09364  | Argentina - C. C. Tres Aguas                    | 510 518 551 581 3         |                                  | Alcorcón             |      |
| 19874  | Viena - Residencia                              | 510                       |                                  | Alcorcón             |      |
| 12524  | Viena - Parque Nuevo                            | 510                       |                                  | Alcorcón             |      |
| 11770  | Budapest - Hospital Fundación Alcorcón          | 510 516 517 551 1 2       |                                  | Alcorcón             |      |
| 11773  | Berlín - Est. Alcorcón Central                  | 510 516 517 520 535 1 2 3 | Alcorcón Central                 | Alcorcón             |      |